# Wolfram von Eschenbach
 For alternative betydninger, se Wolfram (flertydig). (Se også artikler, som begynder med Wolfram)
Wolfram von Eschenbach (ca. 1170-1220) var en tysk digter, ridder og minnesanger fra Eschenbach ved Ansbach i Franken. Han er forfatter til tre epos: Parzival om vejen til Gralen, "Willehalm" om korsfareren Guillaume af Orange og det ufuldendte "Titurel", som også knyttes til gralslegenderne. Det er kendt som "Den ældre Titurel" for at skelne den fra "Den yngre Titurel", fortsættelsen fra ca. 1260 af Albrecht von Scharfenberg, men længe fejlagtigt regnet for Wolframs værk. 

Desuden findes ni "Tagelieder" (Dagningssange), der tilskrives Wolfram. (Tagelieder er en genre inden for minnedigtningen om de (illegitime) elskendes adskillelse ved daggry, når vægterens morgenråb høres. En af Wolframs Tagelieder handler overraskende om et ægtepar, der ikke behøver at skilles, selv om vægteren høres, men kan fortsætte med at elske hinanden.)
Wolfram regnes for den største middelaldertyske epiker. Hans sprog er sublimt og hans almenviden og åndelige spændvidde enorm, og de senere mestersangere betragtede ham som et forbillede. 
Vi ved kun om Wolfram, hvad han selv fortæller i sidebemærkninger i sine epos men regner med, at han var af ridderstand og fattig og havde landgreve Hermann 1. af Thüringen (1190-1217) som mæcen, den største støtte for tysk litteratur. Wolfram var samtidig med Walther von der Vogelweide, den berømteste tyske minnelyriker.
Det er Wolfram i Wagners opera "Tannhäuser", der forsvarer den rene og trofaste kærlighed. Wolframs sang til Aftenstjernen stammer derfra.